# 二次受傷
二次受傷（にじじゅしょう、英語: compassion fatigue）とは、共感疲労（compassion fatigue）、代理受傷（vicarious trauma）、燃え尽き（burnout）、外傷性逆転移、二次的外傷性ストレス（secondary traumatic stress：STS）などと呼ばれている現象の総称であり、犯罪や災害、事故、戦争、動物虐待、屠殺などの悲惨な体験を負った人の話を聞いたり、現場を目撃することで自らは体験していなくても、被害者と同様の、PTSD症状をしめすことである。

## 症状
二次受傷の症状としては、PTSD症状（再体験、回避、覚醒亢進）や燃え尽き、世界観の変容等がある。具体的には、被害者の語りが繰り返し頭の中で再生される、クライエントが描写した体験がフラッシュバックや悪夢として体験される、家族の安全を極度に心配するなどの症状がみられる。

## 二次受傷を負う可能性のある職業
犯罪被害者をクライエントに持つカウンセラー、戦争体験の取材をしているジャーナリスト、被害者の調査をしている研究者など、職業上、悲惨な体験を負った人の話を聞く必要のある職業が挙げられる。また、それらの職業だけでなく、消防士、医療従事者、救急隊員、警察官、救援にあたるボランティア等、職業上、悲惨な場面に曝される災害救援者が二次受傷を負う可能性が高いとされている。

## 要因
支援者要因、個人要因、職場要因がある。